# Княжиха (струмок)
Княжи́ха — мала річка у місті Києві, притока Коноплянки, що разом із Западинкою впадають до озера Луг, басейн історичної річки Почайна .
Історично протікала в місцевості Кинь-Грусть. Зараз її фіксують ставки з південного боку вулиці Кобзарської.  Утворює три ставки в селищі Шевченка — два з яких взяті в бетонні чаші і замулені, третій — найбільший — Кулик, має природні земляні береги. На березі струмка знаходиться об'єкт Природно-заповідного фонду України - Парк «Кинь-Грусть». 
Бере початок у Пуща-Водицькому лісовому масиві на північно-східній околиці Києва,тече на південний схід, недалеко від витоку перетинається Великою Кільцевою дорогою, далі протікає між вулицями Кобзарською та Красицького. Тут струмок перетинається вулицями Косенка, Золочівською та Моринецькою. Частина русла у нижній течії починаючи від вулиці Світязької каналізована..

## Галерея

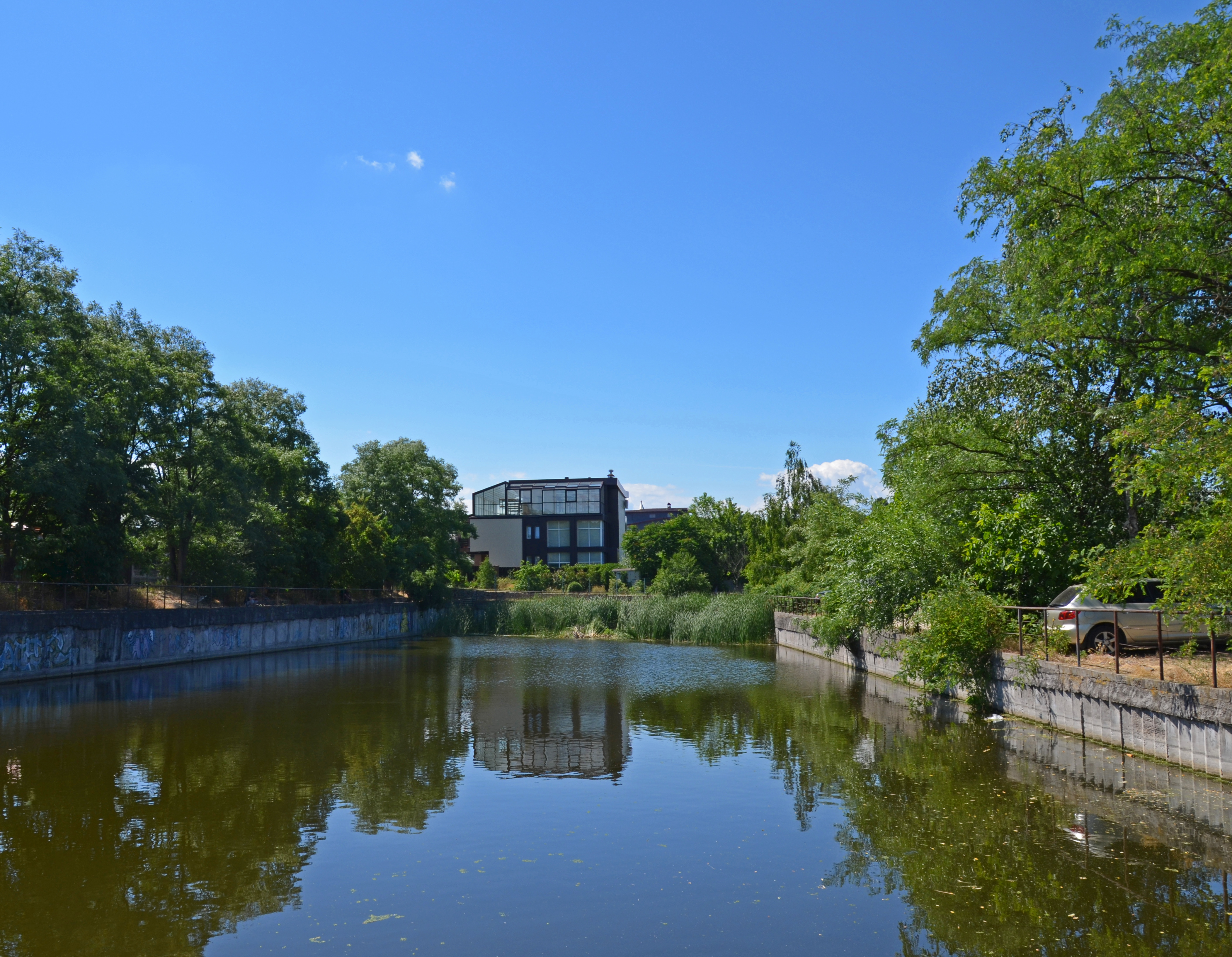
Став між вулицями Красицького і Моринецькою
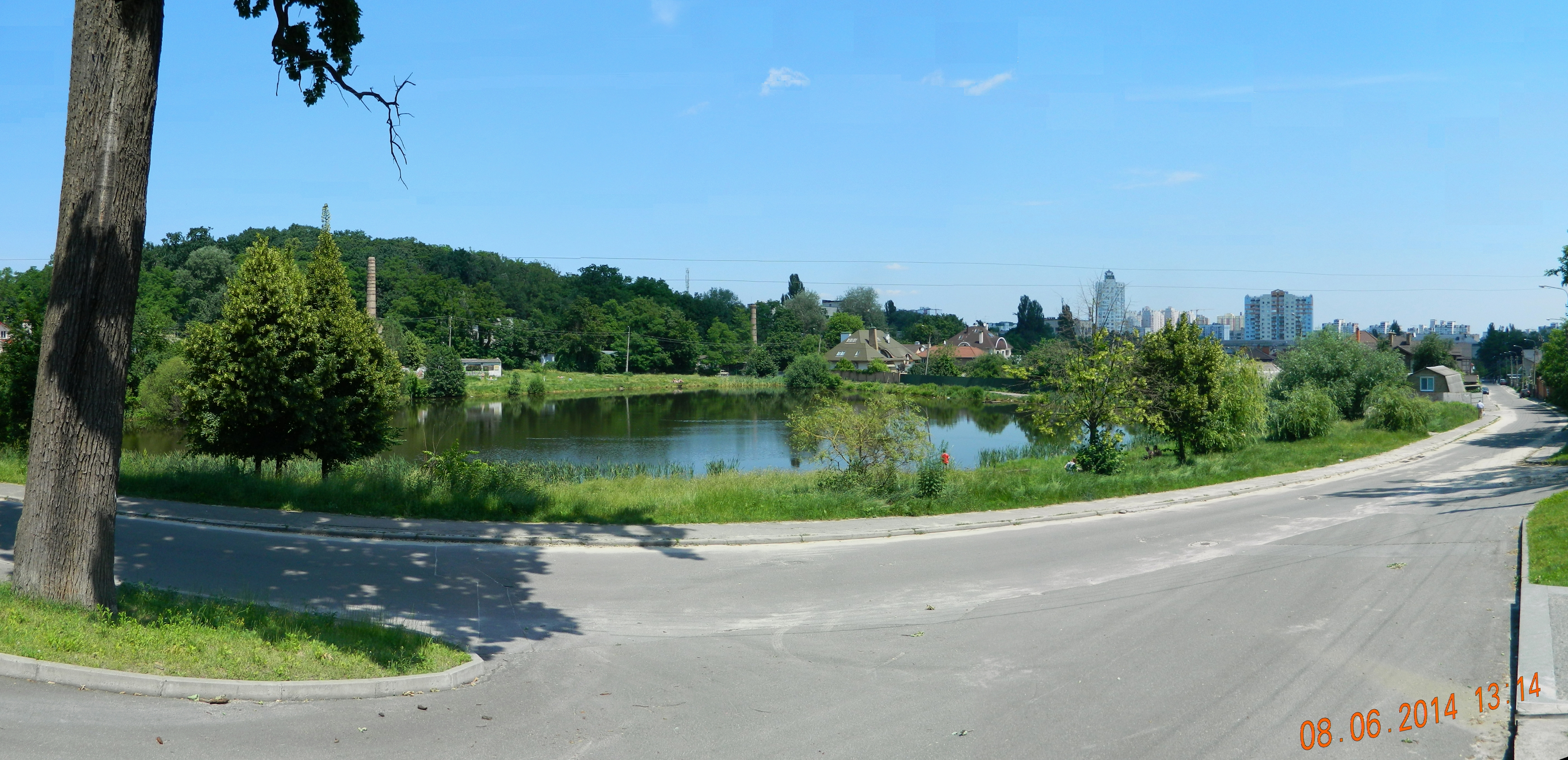
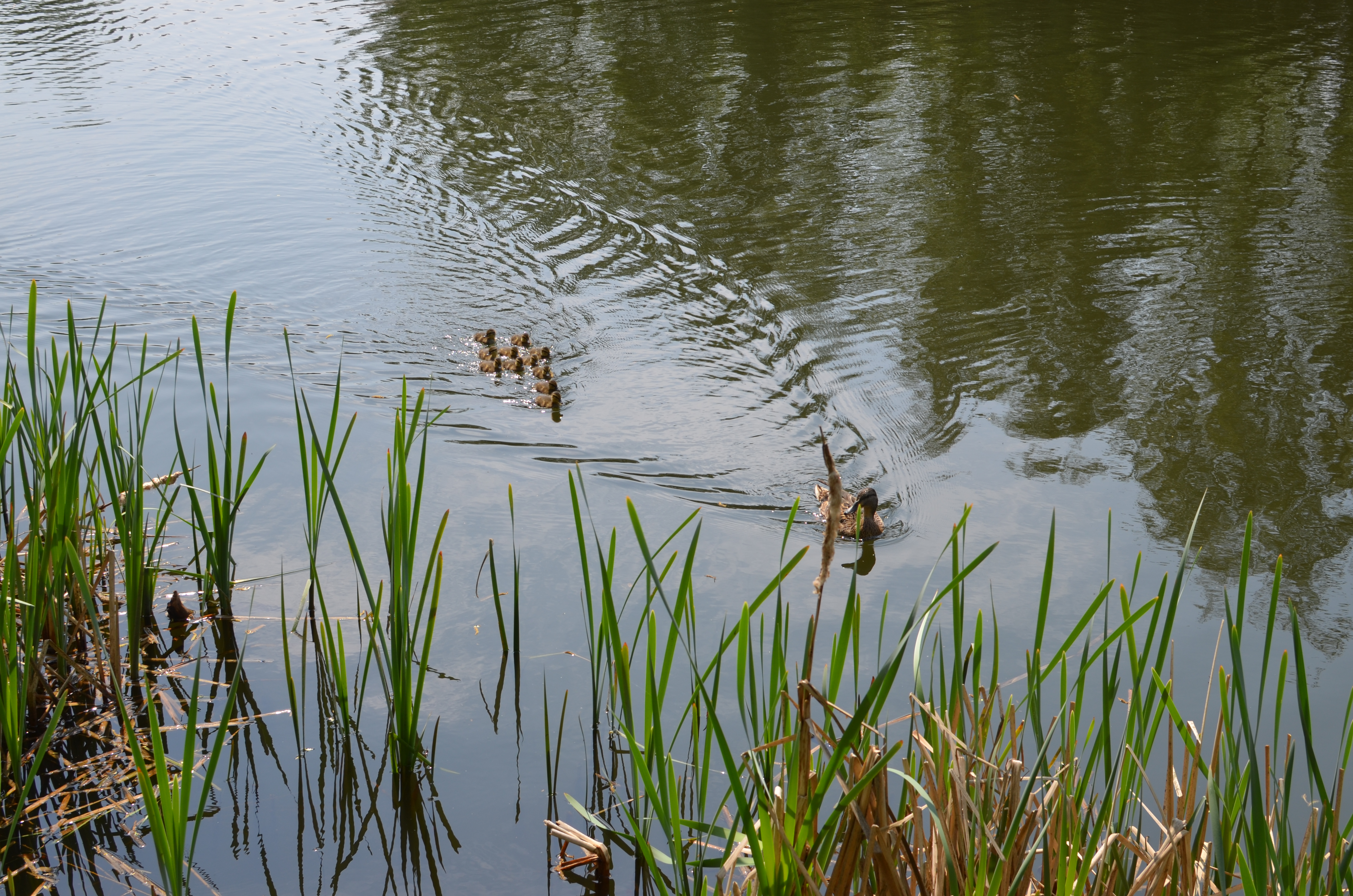
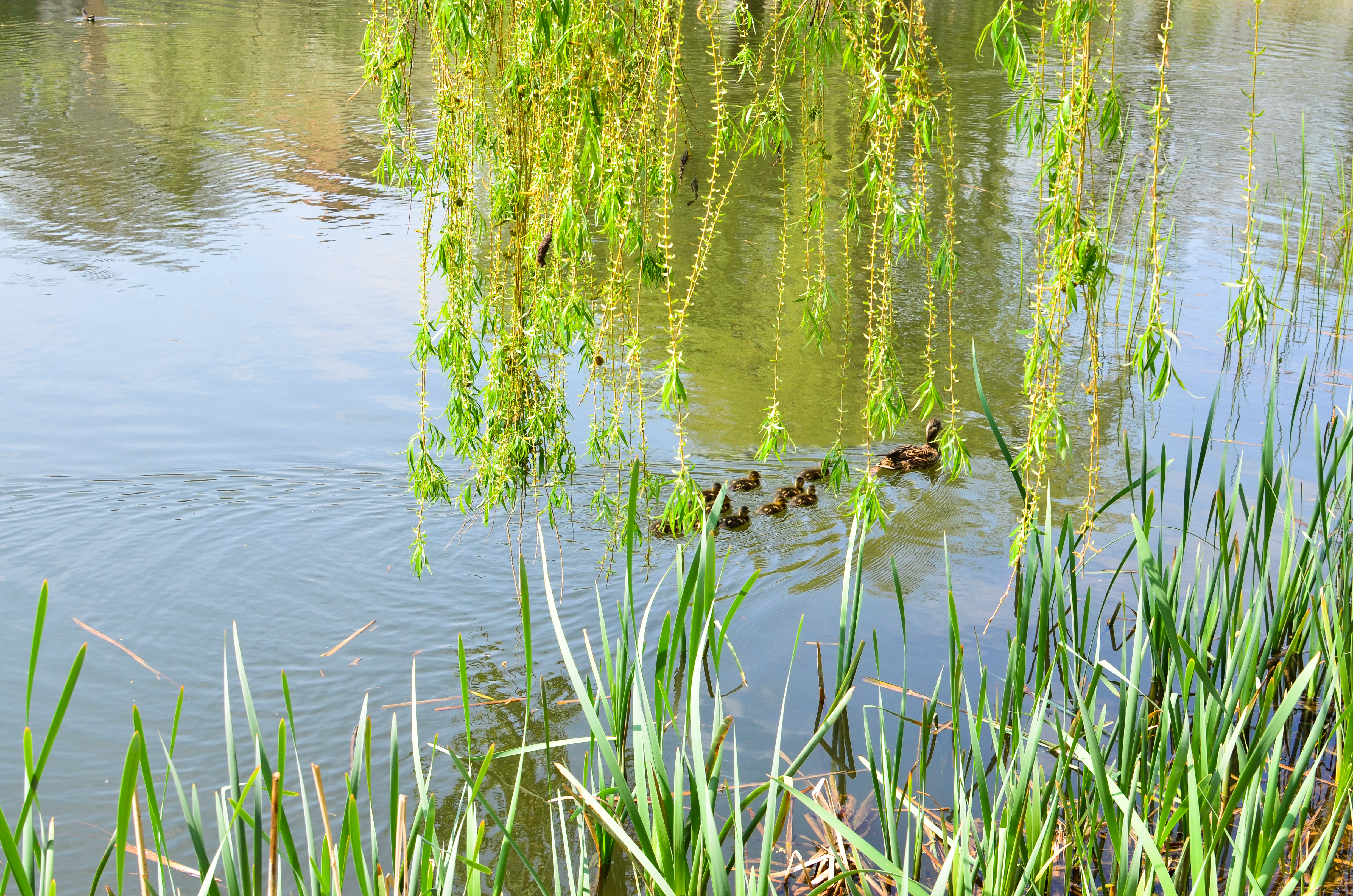